# Austin Miller
John P. Miller (ur. 7 czerwca 1976 w Alvin w stanie Teksas, USA), amerykański aktor.